# باربارا پاز
باربارا پاز (به انگلیسی: Bárbara Paz) (زاده ۱۷ اکتبر ۱۹۷۴) بازیگر برزیلی است.
از کارهای معروف او می‌توان به بازی در فیلم‌ دوست هندوی من اشاره کرد.